# Sistema giudiziario del Giappone

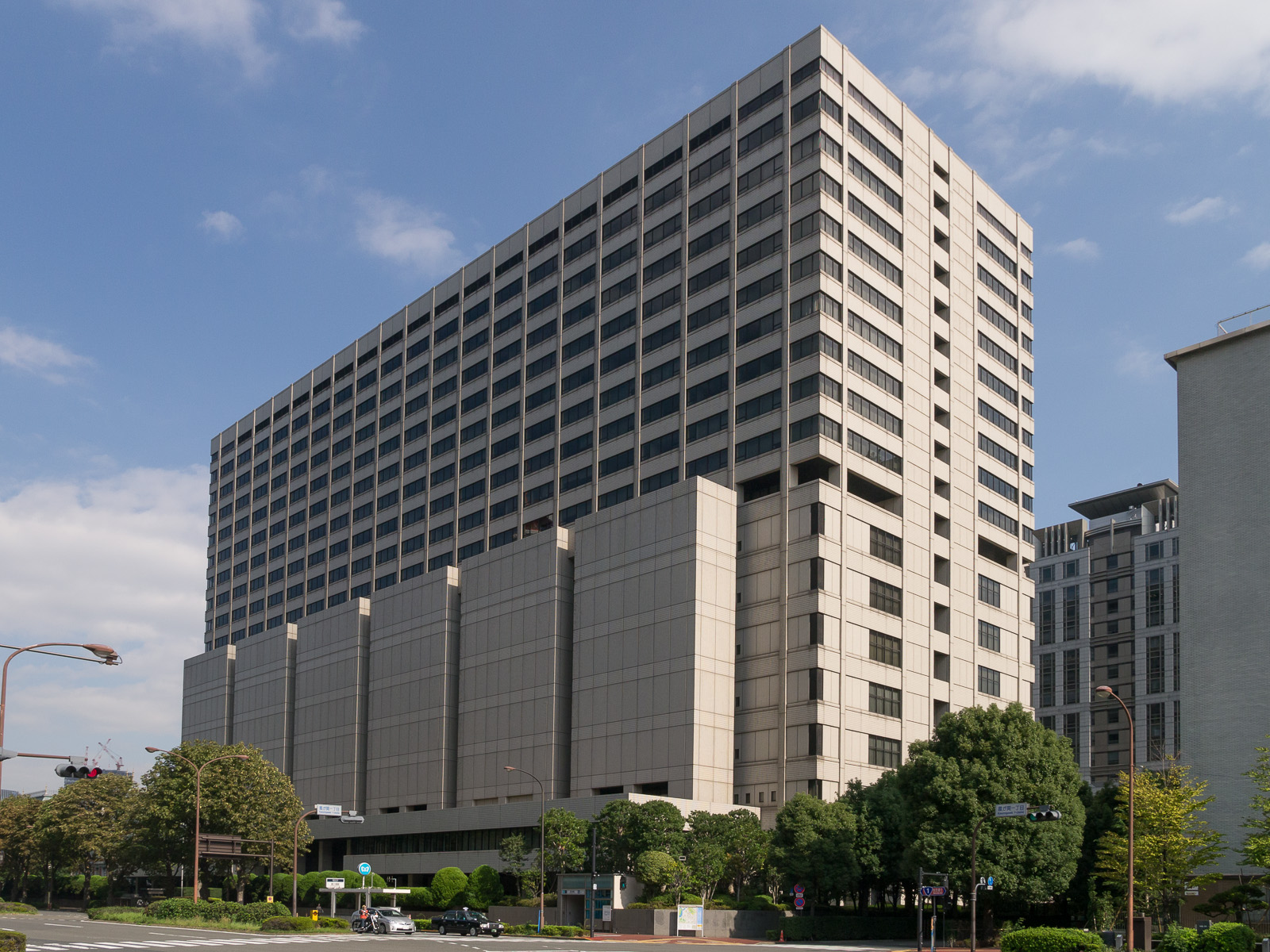
Corte suprema di Tokyo

Il sistema giudiziario del Giappone è strutturato in vari tribunali, al vertice dei quali vi è la Corte suprema del Giappone.

## Generalità
La Costituzione del Giappone promulgata nel secondo dopoguerra garantisce che "tutti i giudici sono indipendenti nell'esercizio della loro coscienza e sono vincolati solo da questa costituzione e dalle Leggi" (Articolo 76). 
I giudici non possono essere rimossi dall'incarico "eccetto per dichiarata incompetenza mentale o fisica a ricoprire pubblici incarichi," e non possono essere disciplinati da organi esecutivi (Articolo 78). Ogni giudice della Corte suprema può essere rimosso dalla maggioranza degli elettori nel referendum che si tiene ogni dieci anni a partire dalla prima elezione generale dopo la nomina del giudice. In ogni modo, l'elettorato non ha mai usato questo insolito modo di rimozione dei giudici. Nel sistema in vigore prima della seconda guerra mondiale invece gli organi esecutivi avevano molto controllo sui tribunali.

## Gli organi
Il sistema della corti giapponese è diviso in quattro gradi fondamentali.
Esistono 438 Corti Sommarie (簡易裁判所?, Kan'i-saiban-sho) sparse per tutto il Giappone.
Si occupano principalmente di piccole cause civili (le dispute non devono eccedere il valore di 1.400.000 ¥), e di reati minori.
Possono imprigionare gli imputati solo in pochi casi speciali, e non possono mai imprigionare un imputato per più di tre anni.
Le Corti Sommarie sono presiedute da un unico giudice.
Le cause civili possono essere appellate alla Corte Distrettuale, mentre i casi penali sono appelabili all'Alta Corte.
Esiste una Corte Distrettuale (地方裁判所?, Chihō-saiban-sho) in ogni prefettura, eccetto che per Hokkaidō che ne ha quattro.
Le Corti Distrettuali hanno giurisdizione originale sui reati e sulle cause civili il cui valore superi 1.400.000 ¥.
Si occupano anche delle audizioni per bancarotta.
Ogni processo della Corte Distrettuale è presieduto da almeno un giudice: nei casi di appello o per reati la cui pena sarebbe superiore a un anno, vengono convocati due giudici.
Gli avvocati si posizionano su entrambi i lati della corte, rivolti verso il centro.
Nei casi penali, l'imputato è di fronte ai giudici posizionato nella parte posteriore della sala dell'udienza. La parte per i testimoni è al centro, sempre rivolta verso i giudici.
Ci sono 8 Alte Corti (高等裁判所?, Kōtō-saiban-sho).
Esse (Sapporo, Sendai, Tokyo, Nagoya, Osaka, Hiroshima, Takamatsu, e Fukuoka) servono determinate prefetture; esistono anche "sezioni periferiche" a Akita, Toyama, Okayama, Matsue, Miyazaki, e Naha.
Esiste anche una Alta Corte per la Proprietà Intellettuale (知的財産高等裁判所?, Chiteki-zaisan-kōtō-saiban-sho) a Tokyo, che è una sezione speciale dell'Alta Corte di Tokyo.
Un'Alta Corte opera solitamente con tre giudici, benché sia prevista la seduta con cinque giudici per alcuni casi (come quelli relativi alla legislazione antitrust.
Ogni corte è guidata da un Presidente nominato dal Gabinetto.
Un appello all'Alta Corte è detto kōso (控訴).
La Corte suprema (最高裁判所?, Saikō-saiban-sho) è situata nei pressi del palazzo della Dieta Nazionale a Hayabusacho (vicino a Nagatachō), Tokyo.
La "Grande Sezione" (大法廷 Daihōtei) della Corte Suprema è composta da quindici giudici, nominati dal Gabinetto con l'approvazione (formale) dell'Imperatore.
La Grande Sezione è divisa in tre "Piccole Sezioni" (小法廷?, Shōhōtei) di cinque giudici ciascuna, che si occupano degli appelli prima dell'udienza davanti alla Grande Sezione.
L'appello alla Corte Suprema è detto jōkoku (上告), e può essere richiesto per un errore di interpretazione della Costituzione o per un errore di interpretazione delle leggi penali da parte della Corte Suprema o dell'Alta Corte.
In aggiunta a questa gerarchia, esiste anche una Corte Familiare (家庭裁判所?, Katei-saiban-sho) legata a ogni Corte Distrettuale, e presente con più di 200 sezioni in tutto il paese.
Le Corti Familiari si occupano principalmente dei casi di divorzio e di criminalità giovanile, ma hanno giurisdizione su tutte le forme di disputa domestica, comprese le corrette registrazioni all'anagrafe e al catasto.
Il loro potere è largamente limitato alla mediazione e se non è possibile raggiungere un accordo, il caso è trasferito alla Corte Distrettuale.
Benché le giurie non siano utilizzate in Giappone dal 1943, un nuovo sistema di giuria è stato approvato per legge nel maggio 2004 ed è attivo dal 2009.